# Kælan Mikla
Kælan Mikla – islandzkie żeńskie trio post-punkowe, powstałe w 2013 roku w Reykjavíku. 

## Historia
Pomysł założenia zespołu powstał w styczniu 2013 roku. Wtedy to grupa trzech dziewcząt znających się od czasu nauki w szkole średniej Menntaskólinn við Hamrahlíð, znanej z wychowania wielu islandzkich artystów, wzięła udział w lokalnym konkursie poetycko-muzycznym Poetry Slam organizowanym przez Borgarbókasafn (Bibliotekę Miejską) w Reykjaviku. Dziewczęta konkurs wygrały mimo relatywnie niewielkiego doświadczenia muzycznego – Sólveig naukę gry na perkusji zaczęła tydzień przed konkursem, Laufey nigdy wcześniej nie śpiewała, a Margrét na dniach wyposażyła się w gitarę basową. Ten podział instrumentów utrzymał się do roku 2015, kiedy to Sólveig zmieniła perkusję akustyczną na syntezatory. 
W roku 2014 nakładem własnym trio wydało swoją pierwszą płytę Glimmer & Aska i zaczęło regularnie koncertować na terenie całej Islandii. Jednak prawdziwym przełomem w karierze zespołu był wydany pod flagą greckiej wytwórni Fabrika Records album zatytułowany po prostu Kælan Mikla. Album początkowo wydany 2 lipca 2016 w formacie winyla wyprzedał się całkowicie w ciągu dwóch miesięcy, co spowodowało wznowienie go 11 listopada 2016 w wersji CD jako digipaka. 
Początkowy dorobek muzyczny zespołu, tworzony jeszcze bez udziału syntezatorów (z lat 2013-2014) nie został nigdzie opublikowany aż do roku 2017. Wtedy to ukazał się album Mánadans (2013–2014), zawierający utwory z tego okresu. 
Pod koniec roku 2018, nakładem wytwórni Artoffact Records wydany został nowy album zespołu, zatytułowany Nótt eftir nótt, zawierający dziewięć nowych utworów. 
Od początku istnienia zespół koncertuje, choć paradoksalnie wydaje się, że większą popularnością cieszy się w Europie niż w rodzinnej, zdominowanej przez muzykę pop Islandii. Grupa brała udział w rozmaitych festiwalach muzycznych, prócz rodzimych Iceland Airwaves czy Eistnaflug występowała w ramach Roadburn Festival, odbywała też kilkakrotnie tournée po Europie, m.in. wspólnie z zespołem Drab Majesty. 
Kælan Mikla występowała w Polsce w ramach Kalisz Ambient Festival czy wrocławskiego Return To The Batcave Festival, a także w Poznaniu, Warszawie, Kaliszu i Szczecinie.

## Styl muzyczny
Muzyka, jaką wykonuje Kælan Mikla wywodzi się w prostej linii z post-punku, jednakże jest bardziej złożona. Jest to mix mrocznej poezji śpiewanej oraz elementów kojarzącymi się głównie z takimi gatunkami jak new wave, dark wave, synth wave czy wręcz gothic. Nagrania są bardzo klimatyczne, wzbudzające jednak w odbiorcy nieokreślony niepokój.

## Skład zespołu
- Sólveig Matthildur Kristjánsdóttir – perkusja, syntezatory
- Margrét Rósa Dóru-Harrysdóttir – bas
- Laufey Soffía Þórsdóttir – wokal

## Dyskografia[17]

### Albumy
- 2014 – Glimmer & Aska – wydanie niezależne
- 2016 – Kælan Mikla – Fabrika Records
- 2017 – Mánadans – wydanie niezależne
- 2018 – Nótt eftir nótt – Artoffact Records
- 2021 – Undir Köldum Norðurljósum – Artoffact Records[18]

### Single i EP-ki
- 2014 – Aska/Kælan Mikla – split z Aska, wydanie niezależne
- 2015 – Demos – wydanie niezależne